# Лішкувко
Лішкувко (пол. Liszkówko) — село в Польщі, у гміні Садки Накельського повіту Куявсько-Поморського воєводства.
Населення — 194 особи (2011).
У 1975-1998 роках село належало до Бидгощського воєводства.

## Демографія
Демографічна структура станом на 31 березня 2011 року:
|          | Загалом | Допрацездатний вік | Працездатний вік | Постпрацездатний вік |
| -------- | ------- | ------------------ | ---------------- | -------------------- |
| Чоловіки | 102     | 21                 | 74               | 7                    |
| Жінки    | 92      | 21                 | 56               | 15                   |
| Разом    | 194     | 42                 | 130              | 22                   |